# Erik Nitsche
 Erik Nitsche (* 7. Juli 1908 in Lausanne, Schweiz; † 14. November 1998 in New York City, USA) war ein in den USA lebender Schweizer Grafiker und  Grafikdesigner, Industriedesigner und  Grafikdesigner, spezialisiert auf Gebrauchsgrafik und international auch bekannt für seine Plakatkunst.

## Leben und Werk
Erik Nitsche studierte in Lausanne, München und Paris. In Paris arbeitete er von 1929 bis 1932 bei der Druckerei Draeger Frères, später auch als freischaffender Grafiker. 1932 gestaltete er ein Titelblatt des Schweizer Spiegels. Er zog 1934 nach New York, wo er eine erfolgreiche Karriere als Grafiker und Art Director begann. Anfang der 1960er Jahre kehre er nach Europa zurück, zunächst nach Genf, wo er den Verlag ENI (Erik Nitsche International) gründete und in den folgenden Jahren illustrierte Bücher zu historischen Themen produzierte und sich mit der Gestaltung von Kinderbüchern beschäftigte, von 1965 bis 1980 lebte er in Paris, später dann für etwa 10 Jahre in München, bevor er 1996 in die USA zurückkehrte.
Erik Nitsche war ein Pionier der Gestaltung von Büchern, Geschäftsberichten und anderen gedruckten Materialien, die durch viel Liebe zu den Details und besonderer Eleganz einer einfachen Präsentation auszeichneten. Seine Markenzeichen waren ein klares Design, brillante Farben, eine smarte Typografie und das Festhalten an bestimmten geometrischen Grundlagen. Er war künstlerischer Berater von amerikanischen Warenhäusern und internationalen Fluggesellschaften, außerdem Art Director der Monatszeitschrift Record Review. Von 1950 bis 1954 war er für das Museum of Modern Art, die 20th Century Fox und Decca Records tätig.
Nitsche ist sehr bekannt für seine Beziehungen zu dem Unternehmen General Dynamics, die im Jahr 1953 begannen. Er entwarf eine Reihe von Plakaten, die Corporate Identity, Geschäftsberichte und die Werbung des Unternehmens. Er wurde als Art Director für General Dynamics  eingestellt und war auch für die Gestaltung der technischen Details für solche Dinge wie hydraulische Systeme und Querschnitte von Flugzeugen verantwortlich.  Im Jahr 1964 wurden einige Arbeiten von ihm für General Dynamics auf der documenta III in Kassel in der Abteilung Graphik gezeigt.